# Ignacy Sachs
Pour les articles homonymes, voir Sachs.

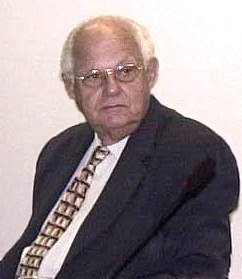
Ignacy Sachs à Brasilia en 2004.

Ignacy Sachs, né à Varsovie le 17 décembre 1927 et mort le 2 août 2023 à Paris, est un professeur français de socioéconomie considéré comme l'un des plus réputés, connu dans le monde entier en tant que pionnier dans le champ de l'écodéveloppement et du développement durable. Ignacy Sachs est né en Pologne, a grandi au Brésil, s'est installé et a travaillé en France, mais a aussi vécu en Inde. 
Il propose un développement conciliant la protection des ressources naturelles et de l'environnement, la lutte contre le changement climatique et le progrès socioéconomique, avec une économie au service des Hommes.

Il est directeur d'études à l'EHESS. Il a écrit une quarantaine d'ouvrages traduits dans de nombreuses langues.

## Biographie
Ignacy Sachs est né à Varsovie, en Pologne, dans une famille de banquiers juive, en 1927. La seconde guerre mondiale l'oblige à émigrer d'abord en France puis au Brésil à partir de 1941, où il commence à étudier l'économie. Il réalise un doctorat en Inde en 1954 puis, après un court retour en Pologne, est à nouveau contraint de s'exiler et s'installe alors en France en 1968. Il meurt le 2 août 2023.

### Le développement durable
Ignacy Sachs prévoit, dès 1972, à la conférence de Stockholm, alors qu'il est conseiller spécial du secrétaire Général de l'ONU, dans son rapport d'étude, que le développement économique effréné conduirait inéluctablement à une catastrophe écologique planétaire. Vingt ans plus tard, en 1992, il est activement présent à la conférence de Rio.
Se définissant comme « écosocioéconomiste », il a développé une approche combinant politique sociale, préservation de l’environnement et développement économique. En 1973, il crée à l'EHESS à Paris le Centre international de recherche sur l'environnement et le développement, un laboratoire d'économie mettant en œuvre cette approche, et qu'il a dirigé pendant 14 ans.
Ignacy Sachs est considéré comme l'économiste précurseur du développement durable.
Par ailleurs, Ignacy Sachs a deux autres domaines d'expertise reconnus mondialement :
- l’économie du Brésil, pays qui l’a accueilli avant son arrivée en France ;
- celle de l’Inde où il a soutenu sa thèse de doctorat.

Il a enseigné à l’École des hautes études en sciences sociales, à Paris.

## Décoration
- Chevalier de la Légion d'honneur (1990).

## Publications
- Initiation à l'écodéveloppement, Privat, Toulouse – 1981.
- L'écodéveloppement, Syros - 1998.

### Sur le Brésil
- Capitalismo de Estado e Subdesenvolvimento: Padrões de setor público em economias subdesenvolvidas, Petrópolis : Vozes, 1969.
- Ecodesenvolvimento : crescer sem destruir, trad. E. Araujo, São Paulo : Vértice, 1981.
- Espaços, tempos e estratégias do desenvolvimento, São Paulo : Vértice, 1986.
- Histoire. culture et styles de développement : Brésil et Inde, esquisse de comparaison dans le cadre de l'évaluation de C. Comeliau et I. Sachs, L'Harmattan, UNESCO/CETRAL, Paris.
- Extractivismo na Amazônia brasileira: perspectivas sobre o desenvolvimento regional, Éd. M. Cllisener-Godt et Ignacy Sachs, Paris : UNESCO, 1994, 96 p. (Compêndio MAB ; 18)
- Estratégias de transição para o século XXI: desenvolvimento e meio ambiente, prologue : M. F. Strong ; trad. Magda Lopes, São Paulo : Studio Nobel : Fundação do desenvolvimento administrativo (FUNDAP), 1993.
- Brazilian Perspectives on Sustainable Development of the Amazon Region, Éd. M. Clüsener-Godt et Ignacy Sachs, UNESCO/The Parthenon Publishing Group, Paris-New York, 1995.
- Rumo à Ecossocioeconomia - teoria e prática do desenvolvimento, São Paulo : Cortez Editora, 2007.

### Autobiographie
Ignacy Sachs publie un essai autobiographique relatant sa carrière et son départ de Pologne vers le Brésil, accompagné de son épouse Viola Sachs, aux heures les plus sombres du nazisme en Europe.
- La troisième rive, Éditions Bourin : Paris, 2008,  (ISBN 978-2-84941-072-1).